# Perasdorf
Perasdorf é um município da Alemanha, situado no distrito de Straubing-Bogen, no estado da Baviera. Tem 16,05 km² de área, e sua população em 2019 foi estimada em 538 habitantes.